# LNFA Femenina 9×9 2021
La LNFA Femenina 2021 9×9 è l'11ª edizione del campionato di football americano femminile di primo livello, organizzato dalla FEFA.

## Squadre partecipanti
| Club             | Città              | Stadio | Sponsor ufficiale | Risultato nella stagione 2020 |
| ---------------- | ------------------ | ------ | ----------------- | ----------------------------- |
| Barberá Rookies  | Barberà del Vallès |        |                   |                               |
| Barcelona Búfals | Barcellona         |        |                   |                               |

## Stagione regolare

### Calendario

#### 1ª giornata
Rinviata per un caso di COVID-19 nel roster delle Rookies.

#### 2ª giornata
| Barberà del Vallès 23 gennaio 2021, ore 16:00 | Barberá Rookies | 34 – 6 | Barcelona Búfals | Instal·lacions de Can Llobet |

#### Recuperi 1
| Barcellona 19 giugno 2021, ore 19:30 | Barcelona Búfals | 6 – 34 referto | Barberá Rookies | Camp de Futbol de la Barceloneta |

### Classifica
La classifica della regular season è la seguente:
- PCT = percentuale di vittorie, G = partite giocate, V = partite vinte,  P = partite perse, PF = punti fatti, PS = punti subiti

| Pos. | Squadra          | PCT   | G | V | N | P | PF | PS |
| ---- | ---------------- | ----- | - | - | - | - | -- | -- |
| 1    | Barberá Rookies  | 1.000 | 2 | 2 | 0 | 0 | 68 | 12 |
| 2    | Barcelona Búfals | .000  | 2 | 0 | 0 | 2 | 12 | 68 |

## Verdetti
- Barberá Rookies Campionesse della Spagna 2021